# Air Holland
Air Holland war eine niederländische Charterfluggesellschaft mit Sitz in Haarlemmermeer und Basis auf dem Flughafen Schiphol. Sie stellte am 25. März 2004 ihren Betrieb ein.

## Geschichte
Air Holland wurde im Jahr 1984 gegründet. Nach finanziellen Schwierigkeiten übernahm zunächst Holland Exel den Flugbetrieb, die jedoch im Jahr 2005 ebenfalls den Betrieb einstellte.

## Flugziele
Die Gesellschaft bot in erster Linie Charterflüge zu Urlaubsdestinationen in Afrika, Asien und dem Mittelmeerraum an.

## Flotte
Vor Einstellung des Flugbetriebs bestand die Flotte der Air Holland aus 18 Flugzeugen:
- 03 Boeing 737-300
- 11 Boeing 757-200
- 01 Boeing 767-200ER
- 03 Boeing 767-300ER